# Golesovo
Golesovo falu Bulgária délnyugati részén, Szandanszki önkormányzat területén, Blagoevgrad megyében.
A település a Görögországgal határos Szlavjanka (Alibotus) hegyvonulat észak-északnyugati lábánál található. A közvetlen közelében található az Alibotus bioszféra-rezervátum. Golesovo 46 kilométerre található Szandanszki városától és 14 kilométerre Petrovo falutól (aszfaltúton). A településtől további 9 kilométerre keletre található a Paril-nyereg, amelyhez földút vezet.

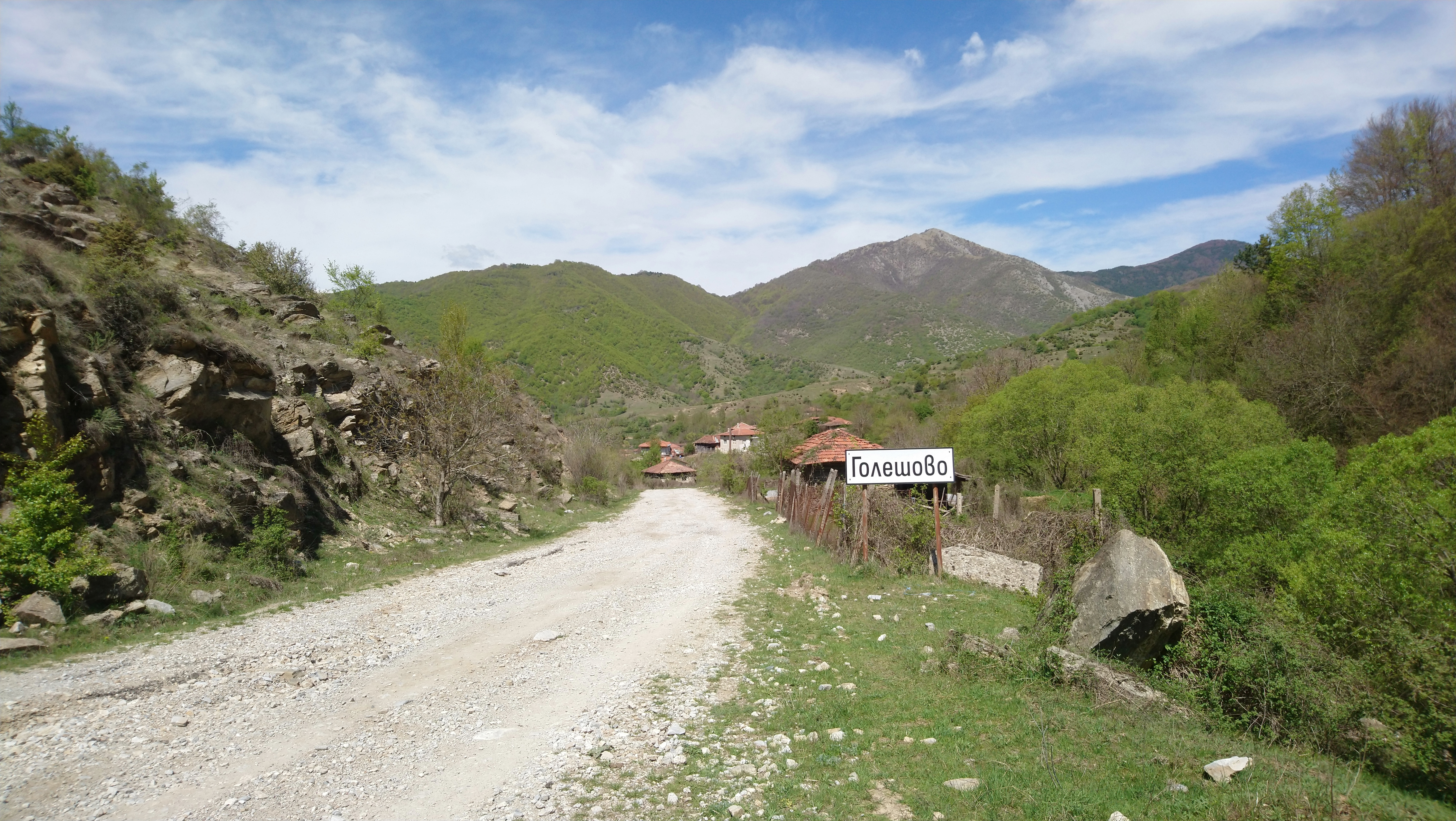
Településtábla a falu bejáratánál
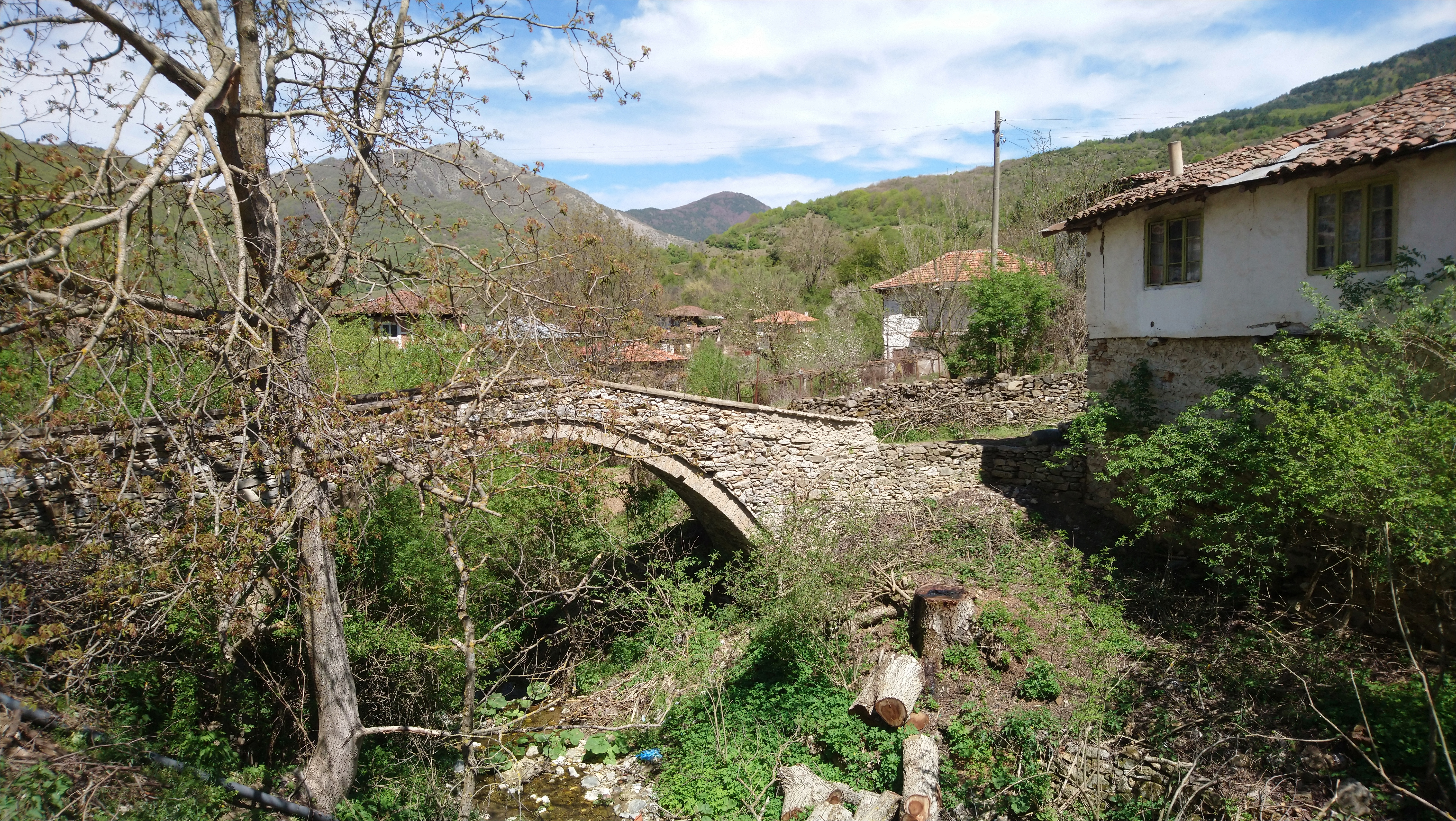
Kőhíd
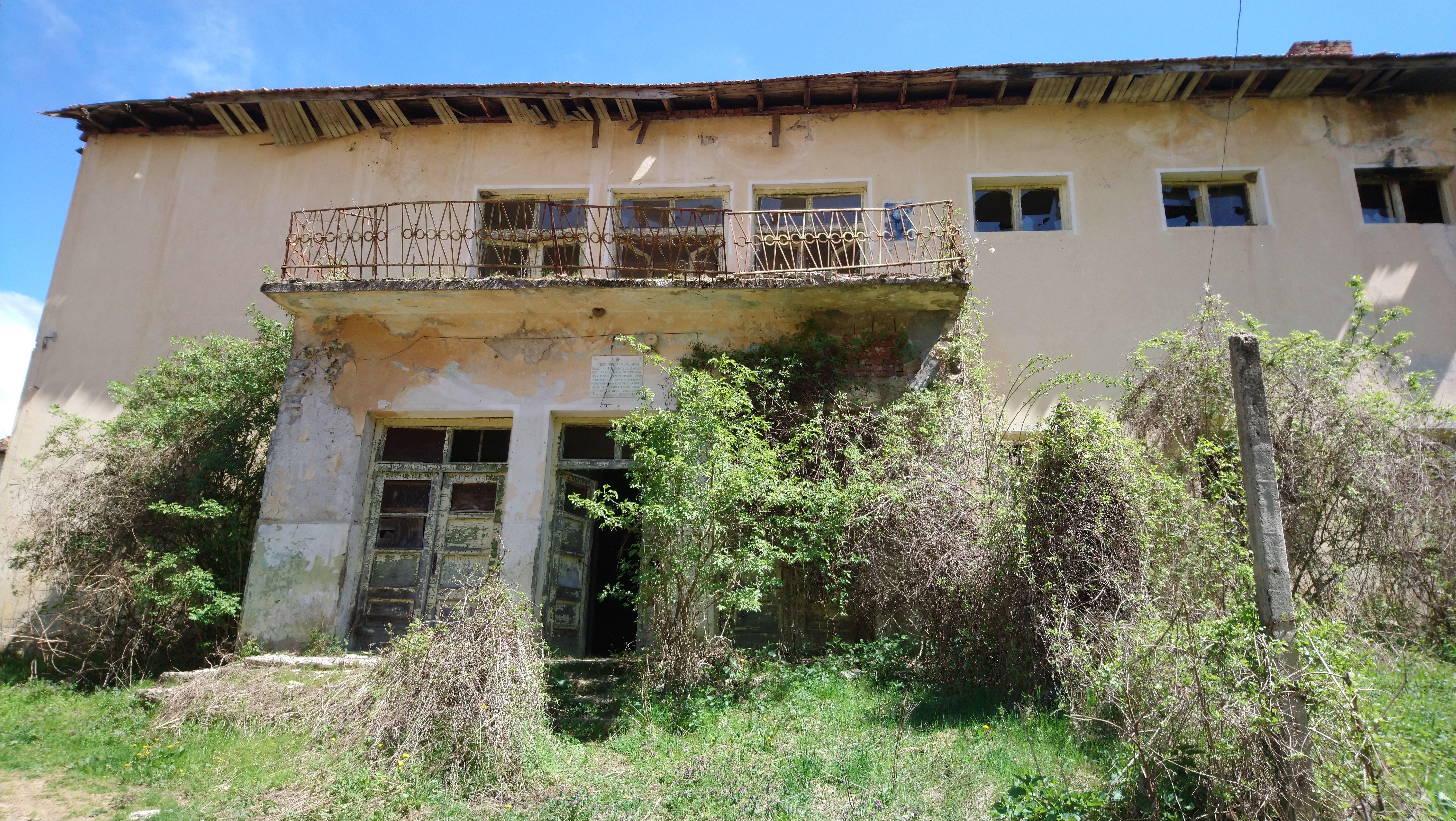
Az egykori iskola
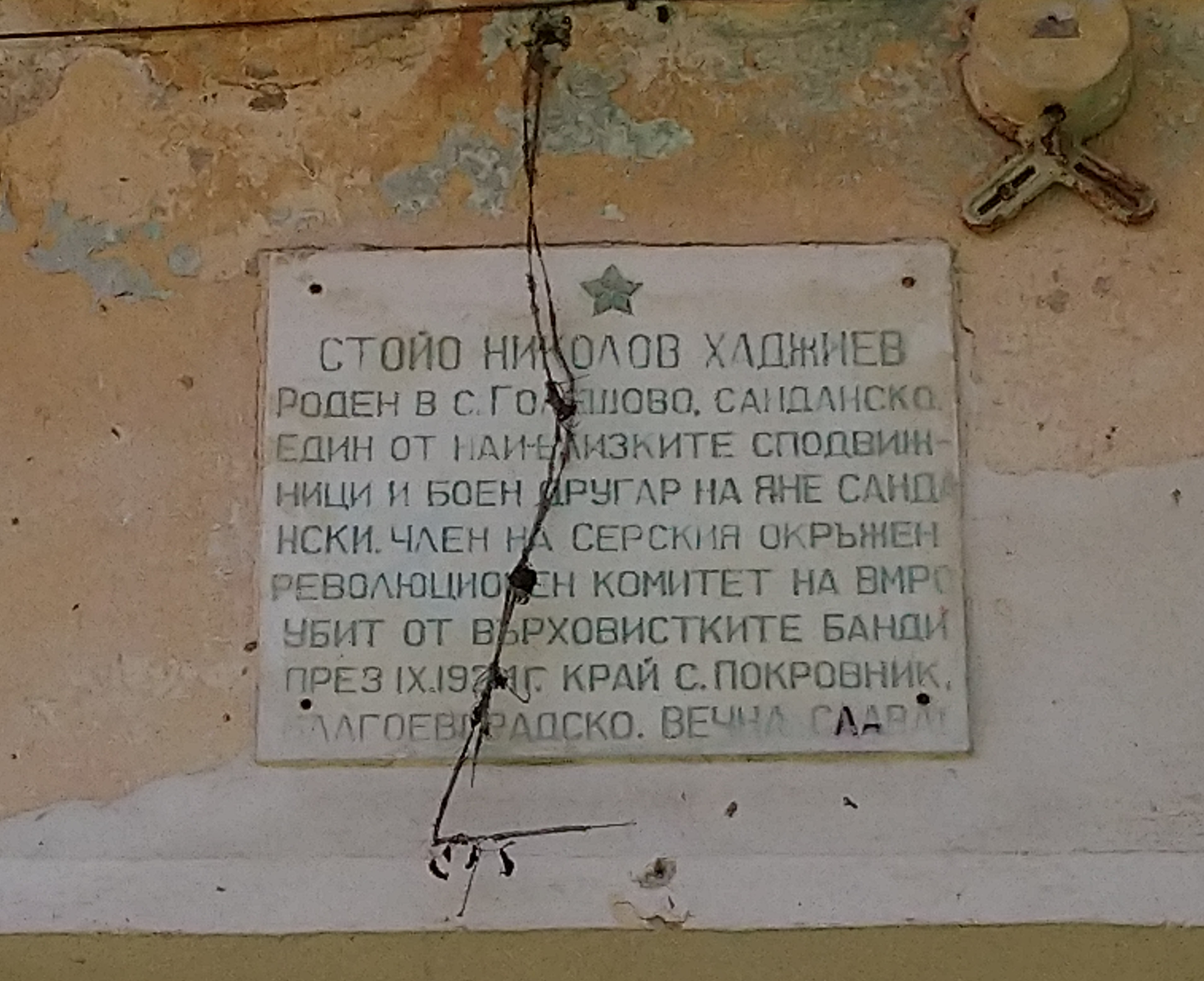
Sztojo Hadzsiev-emléktábla az iskola bejárata felett
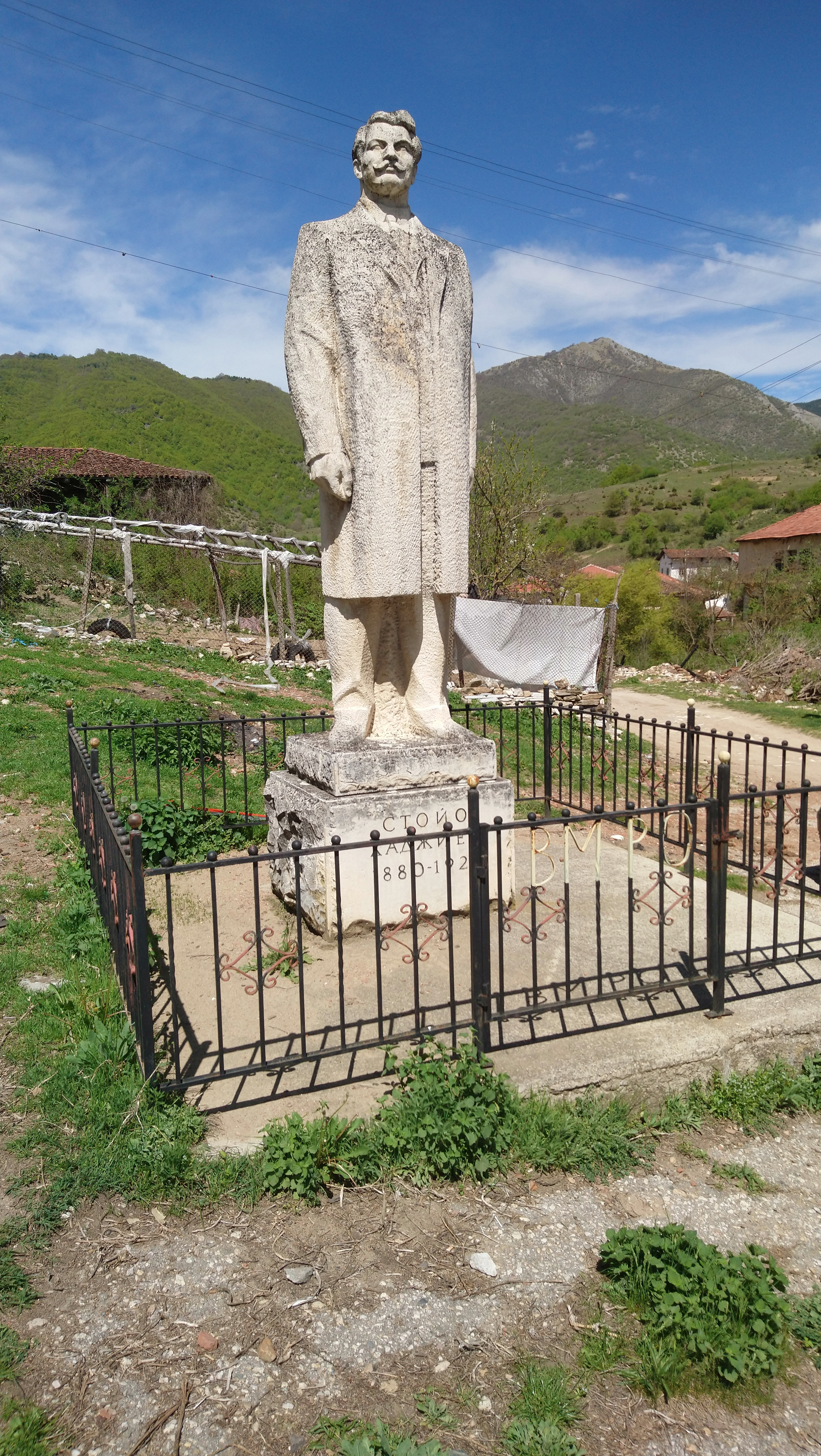
Sztojo Hadzsiev emlékműve a falu központjában
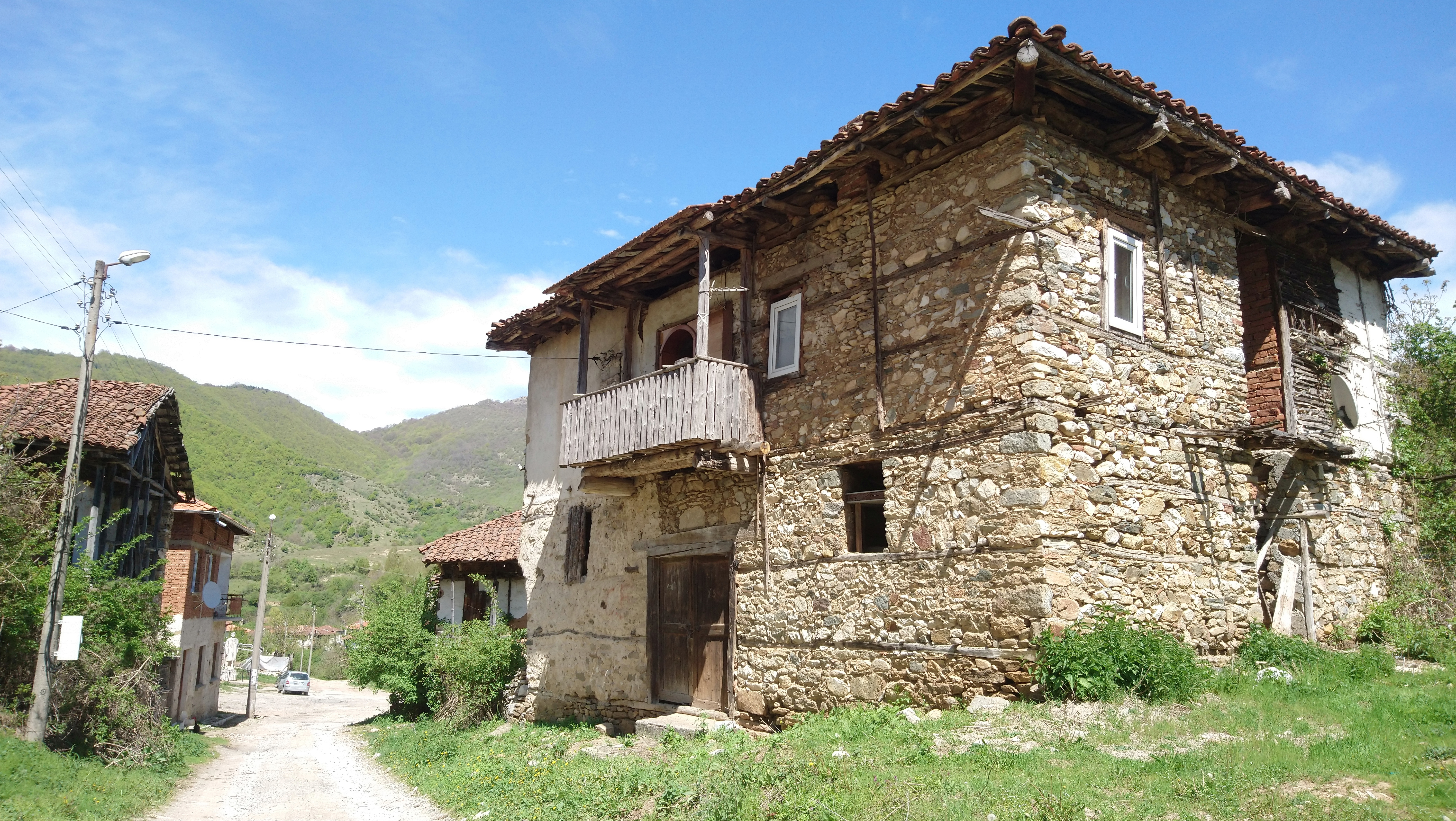
Régi ház a központban
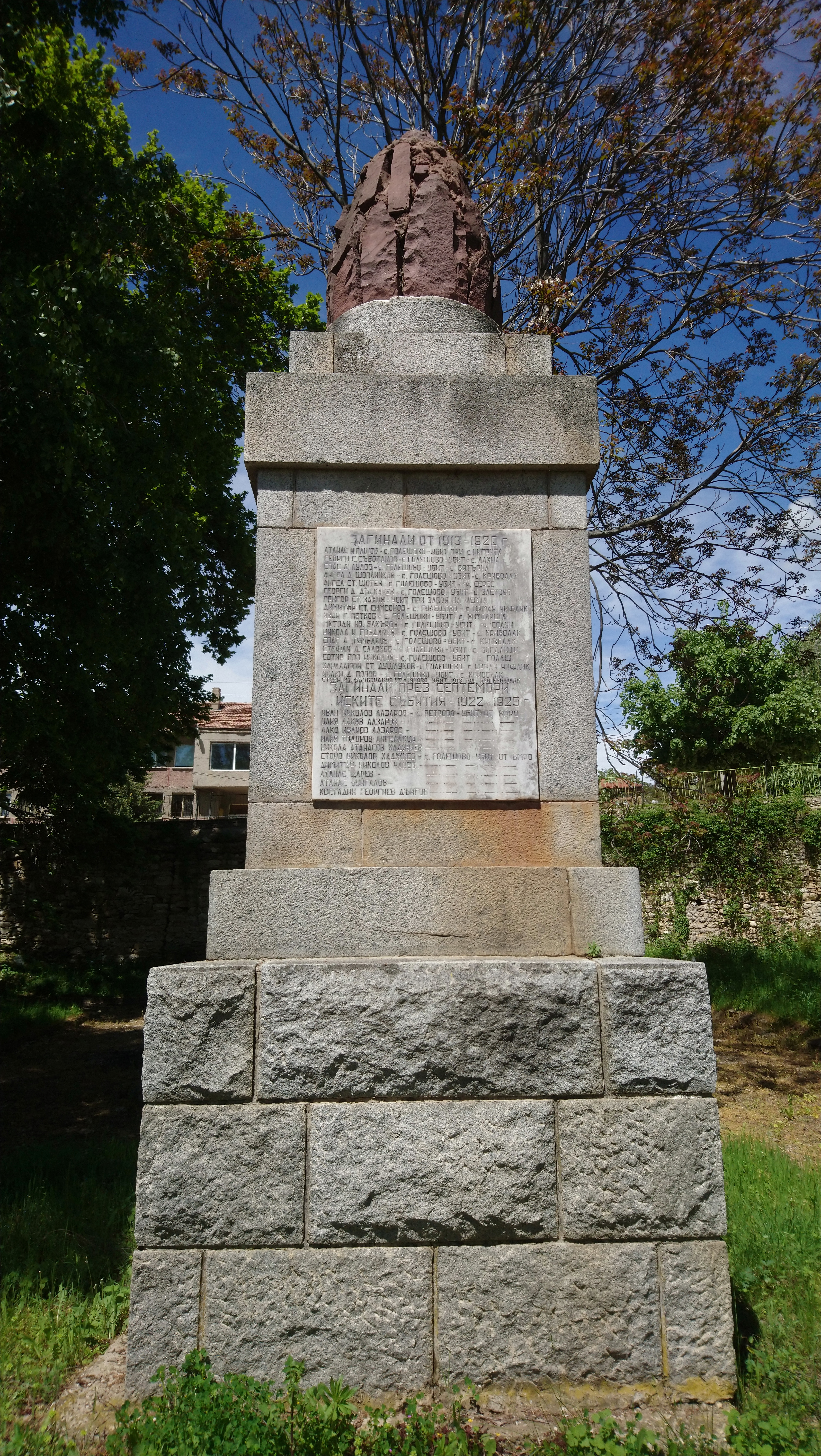
Háborúban elhunyt golesovói lakosok nevei a Petrovo faluban található emlékművön

## Izvora menedékház
Az Izvora menedékház a Szlavjanka-hegységben fekszik, mintegy 700 méter tengerszint feletti magasságban, Petrovo falutól 6 kilométerre délkeletre, a  Golesovo felé vezető aszfaltúton.
A közelmúltban a kunyhó határőrállomásként szolgált.
Korábban a Szlavjanka-hegység környezete és az azzal szomszédos lakott területek a turisták számára nem volt elérhető.
Manapság az Izvora menedékház, valamint a Paril-nyeregtől keletre fekvő Szlavjanka menedékház szolgál a túrázók fő szálláshelyéül az érintetlen Alibotus határhegyen.
A kétszintes menedékházban megoldott a víz- és áramellátás. Körülbelül 40 ággyal rendelkezik két-, három- és többágyas szobákban, saját fürdőszobával.

## Fordítás
Ez a szócikk részben vagy egészben  a(z)   Голешово című bolgár Wikipédia-szócikk ezen változatának fordításán alapul.  Az eredeti cikk szerkesztőit annak laptörténete sorolja fel. Ez a jelzés csupán a megfogalmazás eredetét és a szerzői jogokat jelzi, nem szolgál a cikkben szereplő információk forrásmegjelöléseként.